# Synagoga w Sejnach
Synagoga w Sejnach, zwana Domem Talmudycznym – synagoga znajdująca się w Sejnach przy ulicy Józefa Piłsudskiego 37, naprzeciw Białej Synagogi.
Synagoga została zbudowana w latach 60. XIX wieku na miejscu starej synagogi, z inicjatywy rabina Mojżesza Icchaka Awigdora. Oprócz sali modlitewnej w budynku znajdowała się jesziwa oraz biura zarządu gminy żydowskiej. Podczas II wojny światowej hitlerowcy zdewastowali synagogę. 
Po zakończeniu wojny budynek służył jako magazyn zbożowy, następnie zakład obuwniczy (stąd jego popularna nazwa papuciarnia), a obecnie dom kultury oraz biura.
Murowany i orientowany budynek synagogi wzniesiono na planie prostokąta. We wschodniej części mieściła się kwadratowa główna sala modlitewna z drewnianą bimą, przykrytą drewnianym stropem z fasetą. Oświetlało ją piętnaście półokrągle zakończonych okien. W zachodniej części znajdował się dwukondygnacyjny przedsionek, w którym znajdowały się biura kahału. W pozostałych pomieszczeniach znajdowały się sale jesziwy.
Obok synagogi znajduje się też zabytkowy budynek dawnej szkoły hebrajskiej, w którym następnie mieściła się poczta, a obecnie znajduje się siedziba Ośrodka „Pogranicze”.
Obiekt wpisany jest do rejestru zabytków pod numerami 170 z 20.04.1960 oraz 15 z 19.02.1979.